# باري كرامب
باري كرامب (بالإنجليزية: Barry Crump)‏‏ (15 مايو 1935 - 3 يوليو 1996 ) روائي، وكاتب من نيوزيلندا.

## الجوائز
- عضو رتبة الإمبراطورية البريطانية